# AS Pikine
El AS Pikine es un equipo de fútbol de Senegal que juega en la Liga senegalesa de fútbol, la liga de fútbol más importante del país.

## Historia
Fue fundado en la ciudad de Pikine y es el segundo equipo de la ciudad junto al Diambars de Pikine, aunque a diferencia de ellos, han jugado en la Liga senegalesa de fútbol.
El club fue de los que disputaban las posiciones bajas de la liga, hasta que en la temporada 2013/14 consiguieron ganar el título de liga y el de la Copa senegalesa de fútbol por primera vez en su historia. Anteriormente ganaron la Copa de la Liga de Senegal en la temporada 2010/11.
A nivel internacional han participado en un torneo continental, en la Liga de Campeones de la CAF 2015, en donde fueron eliminados en la primera ronda por el USM Alger de Argelia.

## Palmarés
- Liga senegalesa de fútbol: 1

2013/14
- Copa senegalesa de fútbol: 1

2013/14
- Copa de la Liga de Senegal: 1

2010/11

## Participación en competiciones de la CAF
| Temporada | Torneo                      | Ronda      | Club           | Casa | Visita | Global |
| --------- | --------------------------- | ---------- | -------------- | ---- | ------ | ------ |
| 2015      | Liga de Campeones de la CAF | Preliminar | Étoile Filante | 1-0  | 0-0    | 1-0    |
| 2015      | Liga de Campeones de la CAF | 1          | USM Alger      | 1-1  | 1-5    | 2-6    |